# Visco Corporation
Visco Corporation (株式会社ビスコ?) è un'azienda videoludica giapponese, fondata nel 1982 da Tetsuo Akiyama (秋山 哲雄?, Akiyama Tetsuo) e in seguito costituita in forma societaria l'8 agosto 1983. In origine sviluppava videogiochi per diverse piattaforme, tra cui NES, Nintendo 64 e Neo Geo. Quando Visco divenne una delle aziende satelliti della Taito, alcuni dei suoi titoli vennero distribuiti con il marchio Taito. Inoltre ha collaborato con Seta e Sammy nello sviluppo di giochi arcade per il sistema SSV (così chiamato per via delle iniziali delle tre aziende: Sammy, Seta e Visco), fino a quando Sammy si fuse con SEGA nel 2004 (creando così una nuova azienda, la Sega Sammy Holdings), mentre la Aruze, che controllava Seta, annunciò nel dicembre 2008 la chiusura di quest'ultima dopo 23 anni di attività; da allora, il sistema SSV cessò di essere prodotto. A partire dal 2008, Visco si convertì alla produzione di slot machine per i casinò, principalmente nel Sud-est asiatico. Visco ha prodotto anche televisori LCD, venduti nelle grandi catene di distribuzione come Walmart.

## Videogiochi pubblicati
| #  | Titolo                                    | Piattaforma                     | Anno di pubblicazione | Note |
| -- | ----------------------------------------- | ------------------------------- | --------------------- | --- |
| 1  | Andro Dunos                               | Neo Geo (MVS & AES)             | 1992                  | |
| 2  | Ashura Blaster                            | Arcade                          | 1990                  | Videogioco sviluppato da Visco per Taito. |
| 3  | Asuka & Asuka                             | Arcade                          | 1988                  | Videogioco sviluppato da Visco per Taito. |
| 4  | Bang Bead                                 | Neo Geo MVS                     | 2000                  | |
| 5  | Bang² Busters                             | Neo Geo (MVS & AES), Neo Geo CD | 2000 (prototipo)      | 1) Noto anche come Bang Bang Busters. 2) Il videogioco è stato completamente sviluppato per i sistemi Neo Geo (MVS & AES) e Neo Geo CD dalla Neo Conception International nel 2010. |
| 6  | Bass Rush: ECOGEAR PowerWorm Championship | Nintendo 64, Dreamcast          | 2000                  | |
| 7  | Battle Flip Shot                          | Neo Geo MVS                     | 1997                  | |
| 8  | Blocken                                   | Arcade                          | 1994                  | Videogioco sviluppato da KID. |
| 9  | Breakers                                  | Neo Geo (MVS & AES), Neo Geo CD | 1996                  | |
| 10 | Breakers Revenge                          | Neo Geo MVS                     | 1998                  | Versione aggiornata di Breakers. |
| 11 | Captain Tomaday                           | Neo Geo MVS                     | 1999                  | |
| 12 | Chiki Chiki Boys                          | Sega Mega Drive                 | 1992                  | Port per Sega Mega Drive di Mega Twins, creato da Capcom per sistemi arcade nel 1990.                                                                                               |
| 13 | Cowboy Kid                                | NES                             | 1991                  | 1) Videogioco sviluppato da Pixel. 2) Noto in Giappone come Western Kids. |
| 14 | Crystal Legacy                            | Neo Geo MVS                     | 1994 (prototipo)      | 1) Noto anche come Tenrin no Syo Chicago. 2) Videogioco da cui venne sviluppato nel 1996 Breakers.                                                                                  |
| 15 | Drift Out                                 | Arcade                          | 1991                  | |
| 16 | Drift Out '94: The Hard Order             | Arcade                          | 1994                  | |
| 17 | Galmedes                                  | Arcade                          | 1992                  | |
| 18 | Ganryu                                    | Neo Geo MVS                     | 1999                  | Noto anche come Musashi Ganryuki. |
| 19 | Goal! Goal! Goal!                         | Neo Geo (MVS & AES)             | 1995                  | |
| 20 | Great Boxing: Rush Up                     | NES                             | 1990                  | Videogioco pubblicato in America settentrionale da Romstar come World Champ. |
| 21 | Maze of Flott                             | Arcade                          | 1989                  | Videogioco sviluppato da Taito. |
| 22 | Neo Drift Out: New Technology             | Neo Geo (MVS & AES), Neo Geo CD | 1996                  | |
| 23 | Neo Mr. Do!                               | Neo Geo (MVS & AES)             | 1996                  | Videogioco pubblicato su licenza di Universal. |
| 24 | Panic Road                                | Arcade                          | 1986                  | Videogioco sviluppato in collaborazione con Seibu Kaihatsu. |
| 25 | Puzzle de Pon!                            | Neo Geo MVS                     | 1995                  | Videogioco pubblicato su licenza di Taito. |
| 26 | Puzzle de Pon! R                          | Neo Geo MVS                     | 1997                  | Videogioco pubblicato su licenza di Taito. |
| 27 | Puzzlekko Club                            | Neo Geo MVS                     | 1994 (prototipo)      | |
| 28 | Rally Bike                                | NES                             | 1990                  | 1) Videogioco sviluppato da Toaplan. 2) Noto in Giappone come Dash Yarou. |
| 29 | Storm Blade                               | Arcade                          | 1996                  | |
| 30 | Super Drift Out                           | Super Famicom                   | 1995                  | |
| 31 | Thunder & Lightning                       | Arcade, NES                     | 1990                  | 1) Videogioco sviluppato in collaborazione con SETA. 2) Noto in Giappone come Family Block.                                                                                         |
| 32 | Thunder & Lightning 2                     | Arcade                          | 1992                  | Unico sequel di Thunder & Lightning, è noto in Giappone come Block Carnival. |
| 33 | Vasara                                    | Arcade                          | 2000                  | [ 1 ] |
| 34 | Vasara 2                                  | Arcade                          | 2001                  | |
| 35 | Vivid Dolls                               | Aleck 64                        | 1998                  | Videogioco sviluppato da Visco. Pubblicato da SETA. Simile a Qix. |
| 36 | Wardner                                   | Sega Mega Drive                 | 1990                  | Port per Sega Mega Drive di un videogioco noto in Giappone come Wardner no Mori Special.                                                                                            |